# Tímúrovská říše
Tímúrovská nebo Tamerlánova říše, zaznamenána v dobové literatuře jako Írán a Túrán (persky ایران و توران, Iran-u-Turan, توران – nápis Túrán na skále v současném Kazachstánu), byl pozdně středověký turko-mongolský sunnitský kulturně perský stát na pomezí Blízkého východu a Střední Asie, v perštině známé jako Túrán. Byl založen turkickým dobyvatelem Tímúrem Lenkem (Tamerlánem) ve 14. století. Ovládal území dnešního Íránu, Afghánistánu, Kavkazu, Kyrgyzstánu, Tádžikistánu, Turkmenistánu, Uzbekistánu, části Turecka, Iráku, Pákistánu a severní Indie. Centrem říše byl Samarkand. Vládla jí Tamerlánem založená Tímúrovská dynastie jeho potomků. Muslimští ší'itští autoři nazývají dynastii tímúrovců jako Gurkani (persky گورکانیان, Gūrkāniyān), které je odvozeno od slova pro zetě. Tamerlán se jinak také tituloval jako güregen (královský zeť) aby legitimizoval svou vládu spočívající na nástupnictví po Čingischánovi, od něhož však nemohl odvozovat svůj původ. Za tímto účelem se oženil s princeznou Saraj Mulk, která tento původ měla.

## Název říše
Ve své době je tímúrovský stát zmiňován (v literatuře) jako Írán a Túrán (Iran-u-Turan), případně Máveránnahr (arabsky ما وراء النهر). Takto vzpomíná na Tamerlána nápis na skále v Kazachstánu a na jeho protivníka chána Tochtamiše, který vládl Zlaté hordě, zde nepřesně uváděněn jako „bulharský chán“:
| „ | ...Sultán Túránu, Tímur bej, vyrazil se třemi sty tisíci vojáky ve jménu islámu proti bulharskému chánovi Tochtamišovi...“ | “ |